# Catagramma pitheas
Catagramma pitheas är en fjärilsart som beskrevs av Pierre André Latreille 1811/23. Catagramma pitheas ingår i släktet Catagramma och familjen praktfjärilar. Inga underarter finns listade i Catalogue of Life.